# Aosta (stacja kolejowa)
Aostaⓘ / Aoste (wł. Stazione di Aosta, fr. Gare d’Aoste) – stacja kolejowa w Aoscie, w regionie Dolina Aosty, we Włoszech. Znajduje się na linii z Pré-Saint-Didier i Chivasso. Obsługiwana jest przez pociągi regionalne i międzyregionalne z Piemontu.
Według klasyfikacji RFI stacja ma kategorię złotą.

## Historia
Stacja została otwarta w dniu 4 lipca 1886 roku wraz z trasą Donnas-Aosta, ostatnim odcinekiem linii kolejowej od Chivasso.
Do 1929 stanowiła stację czołową, kiedy to otwarto linię do Pré-Saint-Didier. Linia ta została zrealizowana przez spółkę zależną Ferrovia Aosta-Pré Saint Didier (FAP), która w 1931 roku stała się częścią FS.
W roku 1968, kiedy ruch towarowy zanikł, sieć trakcyjna o napięciu 3kV prądu stałego na linii do Pré-Saint-Didier została wyłączona, a tym samym instalacje trakcji elektrycznej zostały usunięte z pociągów.

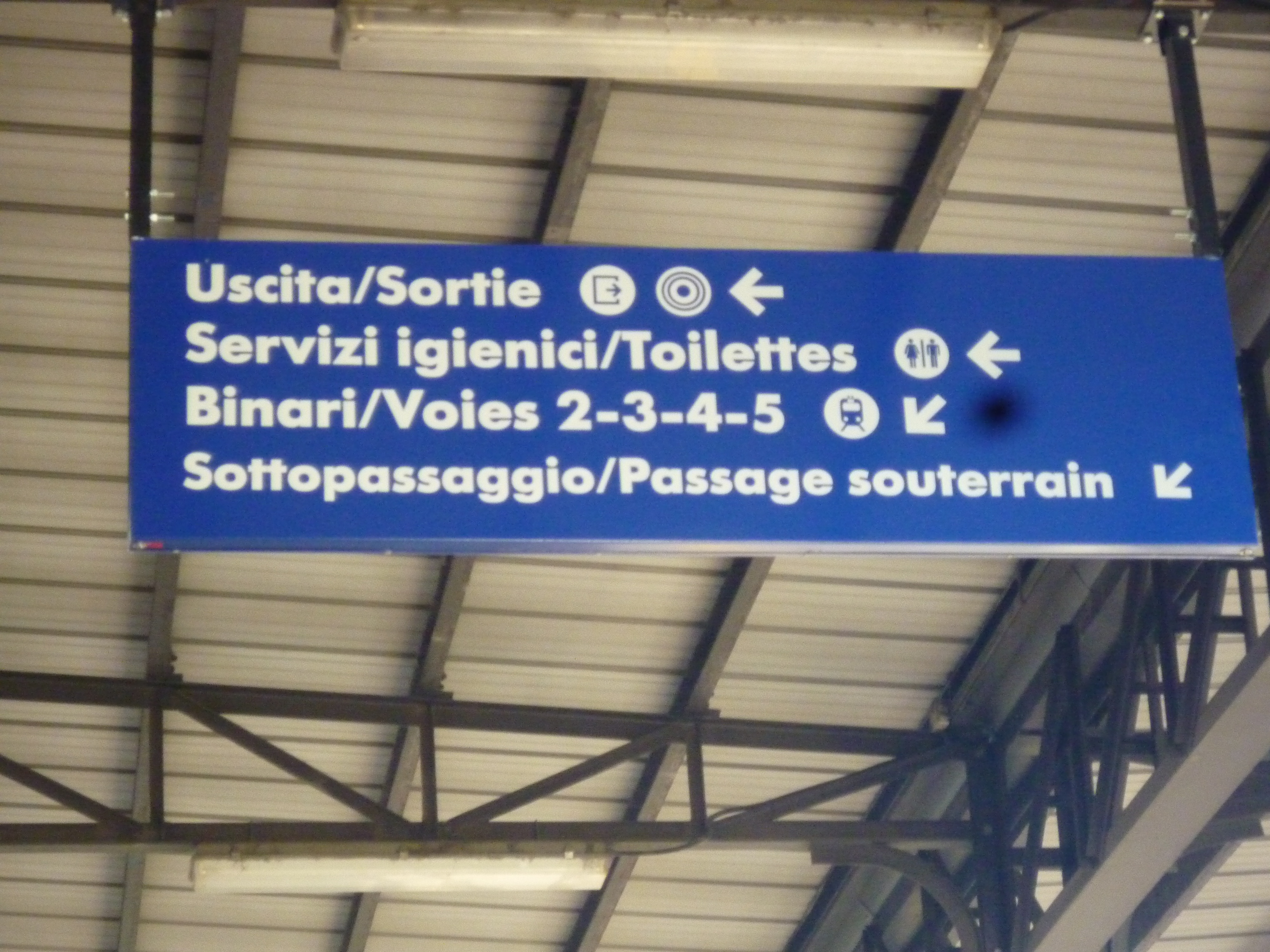
Dwujęzyczna tablica sygnalizacyjna.

Z biegiem lat stacja przeszła kilka modernizacji, z których ostatnia największa miała miejsce w 1989 roku.

## Linie kolejowe
- Chivasso – Aosta
- Aosta – Pré-Saint-Didier

## Ruch pociągów
Serwis składa się z pociągów regionalnych prowadzonych przez Trenitalia w ramach umów o świadczenie usług z regionami Valle d'Aosta i Piemont.